# Krebsoteri
El krebsoteri (Krebsotherium lusitanicum) és una espècie extinta de mamífer driolèstide de la família dels driolèstids que visqueren a Europa durant el Juràssic superior, fa entre 152,1 i 157,3 milions d'anys. Se n'han trobat restes fòssils a la mina de Guimarota (Portugal). Es tracta de l'única espècie del gènere Krebsotherium. Era més petit que Dryolestes i un xic més gros que l'ambloteri. Tenia una fórmula dental de {\displaystyle {\tfrac {5.1.4.8/9}{4.1.4.8/9}}}. El nom genèric Krebsotherium significa 'bèstia de Krebs' i li fou assignat en honor del paleontòleg suís Bernard Krebs, mentre que el nom específic lusitanicum significa 'lusità' en llatí.